# 무림객잔
《무림객잔》(畫皮之陰陽法王: Painted Skin)은 홍콩에서 제작된 호금전 감독의 1993년 영화이다. 왕조현 등이 주연으로 출연하였고 오명재 등이 제작에 참여하였다.

## 출연

### 주연
- 왕조현
- 정소추

### 조연
- 홍금보
- 우마
- 유순
- 임정영

## 기타
- 미술: 양화생
- 무술감독: 서충신
- 책획: 종발
- 출품인: 오명재
- 출품인: 성지곡